# 2025年の朝鮮民主主義人民共和国
2025年の朝鮮民主主義人民共和国（2025ねんのちょうせんみんしゅしゅぎきょうわこく）では、2025年の朝鮮民主主義人民共和国（北朝鮮）に関する出来事について記述する。主体暦はすでに廃止された。

## 最高指導者等
- 最高指導者（朝鮮労働党総書記、国務委員会委員長）
  - 第3代: 金正恩（2011年12月17日 - ）
- 最高人民会議常任委員会委員長
  - 第4代: 崔竜海（2019年4月11日 - ）
- 内閣総理
  - 第8代: 朴泰成（2024年12月23日 - ）

## できごと

### 1月
- 1月2日〜1月3日 - 金正恩総書記が台本執筆や演技指導を手がけたとされる映画『72時間』が、朝鮮中央テレビで放送された[2]。
- 1月7日 - 離婚が禁止へ[3]。
- 1月8日 - トッポッキ、プデチゲ、ハットグ[4]など、韓国食文化への規制が始まった[5]。

### 3月
- 3月10日 - 弾道ミサイルを黄海に向けて数発発射した[6]。

### 4月
- 4月6日 - 平壌国際マラソンがコロナ禍を経て6年ぶりに開催された[7]。
- 4月27日 - ロシアのクルスク州への朝鮮人民軍の派兵を正式に認めた[8]。

### 5月
- 5月21日 - 北東部の咸鏡北道で開かれた5000トン級駆逐艦の進水式で重大な事故が発生[9]。

### 6月
- 6月23日 - 北朝鮮外務省の報道官は、アメリカ軍によるイランの核施設に対する空爆について「国際連合憲章と国際法に重大に違反しており、強く糾弾する」と非難[10]。
- 6月24日 - 元山葛麻海岸観光地区の完成式典が行われた[11]。